# هوندا سي دي 250 يو
هوندا سي دي 250 يو(بالإنجليزية: Honda CD250U)‏ هي دراجة نارية من تصنيع هوندا.